# Mandelsäure
Die Mandelsäure (α-Hydroxyphenylessigsäure) ist eine chemische Verbindung aus der Gruppe der aromatischen Carbonsäuren. Sie bildet farblose, leicht aromatisch riechende Kristalle. 

## Isomere
Mandelsäure bildet aufgrund des Stereozentrums am α-C-Atoms zwei Enantiomere aus, die D-(−)- und L-(+)-Mandelsäure [Synonyme: (R)- und (S)-Mandelsäure]. 
| Isomere von Mandelsäure |                                                      |                                                      |
| Name                    | (R)-Mandelsäure                                      | (S)-Mandelsäure                                      |
| Andere Namen            | D-(−)-Mandelsäure                                    | L-(+)-Mandelsäure                                    |
| Strukturformel          | (R)-Mandelsäure (links) und (S)-Mandelsäure (rechts) | (R)-Mandelsäure (links) und (S)-Mandelsäure (rechts) |
| CAS-Nummer              | 611-71-2                                             | 17199-29-0                                           |
| CAS-Nummer              | 90-64-2 (Gemisch)                                    |                                                      |
| EG-Nummer               | 210-276-6                                            | 241-240-8                                            |
| EG-Nummer               | 202-007-6 (Gemisch)                                  |                                                      |
| ECHA-Infocard           | 100.009.343                                          | 100.037.476                                          |
| ECHA-Infocard           | 100.001.825 (Gemisch)                                |                                                      |
| PubChem                 | 11914                                                | 439616                                               |
| PubChem                 | 1292 (Gemisch)                                       |                                                      |
| DrugBank                | –                                                    | DB2280                                               |
| DrugBank                | – (Gemisch)                                          |                                                      |
| Wikidata                | Q63390533                                            | Q27096314                                            |
| Wikidata                | Q412293 (Gemisch)                                    |                                                      |

## Synthese und Herstellung
Die Mandelsäure wurde 1831 von dem deutschen Apotheker Ferdinand Ludwig Winckler (1801–1868) entdeckt, als er Amygdalin, einen Extrakt aus Bittermandeln, mit verdünnter Salzsäure erhitzte. Industriell wird Mandelsäure aus Benzaldehyd und Blausäure gewonnen, um anschließend in verschiedenen Medikamenten weiterverarbeitet zu werden.
Die biotechnologische Herstellung von 4-Hydroxy-Mandelsäure und Mandelsäure auf der Basis von Glucose wurde mit Hilfe einer gentechnisch veränderten Hefe Saccharomyces cerevisiae demonstriert, wobei die in dem Bakterium Amycolatopsis natürlich vorkommende Hydroxymandelatsynthase in einen Wildtypstamm der Hefe eingebaut, teilweise durch den Austausch einer Gensequenz verändert und exprimiert wurde.

## Eigenschaften
Die Mandelsäure bildet farblose Kristalle und verfügt über einen leicht aromatischen Geruch. Die reinen Enantiomere schmelzen bei 131,6 °C mit einer Schmelzenthalpie von 24,5 kJ·mol−1. Es liegt eine racemische Verbindung vor. Diese hat einen Schmelzpunkt von 120,2 °C und eine Schmelzenthalpie von 25,6 kJ·mol−1. Im Phasendiagramm zeigt sich bei einem Enantiomerenverhältnis von 68,23 : 31,77 eine eutektische Schmelze mit 114,8 °C. Die Verbindung gilt als lichtempfindlich und wirkt ätzend.

## Wirkung
Mandelsäure wirkt in saurem Milieu auf Streptokokken, Staphylokokken und Colibakterien bakteriostatisch bzw. bakterizid.
Zu hohe Styrol-Belastungen in der Atemluft schlagen sich in der arbeitsmedizinischen Diagnostik (Kunststoffproduktion) als hohe Mandelsäure-Werte im Urin nieder.

## Verwendung
(R)- oder (S)-Mandelsäure findet auch Verwendung bei asymmetrischen Aldolreaktionen und dient dabei als chiraler Ligand.  (R)-Mandelsäure bildet mit racemischen Aminen diastereomere Salze, die häufig durch fraktionierende Kristallisation getrennt werden können. Daraus kann dann das jeweilige enantiomerenreine Amin durch Zugabe einer Base erhalten werden. Nach dieser Methode ist beispielsweise die Racematspaltung des Arzneistoffes (RS)-Penbutolol gelungen. (S)-Mandelsäure kann ebenso als Reagenz zur Racemattrennung racemischer Amine eingesetzt werden.